# Купол св. Исаакия Далматского
«Купол св. Исаакия Далматского» (иногда приводится в написании «Купол святого Исаакия Далматского») — документальная автобиографическая повесть Александра Ивановича Куприна, написанная в 1920-е годы в Париже и посвящённая событиям осени 1919 года: его жизни в Гатчине и наступлению Северо-Западной армии на Петроград. 
Впервые опубликована частями в монархистской газете «Возрождение» с 6 по 26 февраля 1927 года. Затем вышла в одноимённом сборнике «Купол св. Исаакия Далматского», опубликованном в Риге в 1928 году и включавшем ряд повестей и рассказов эмигрантского периода. В СССР не издавалась; впервые опубликована лишь в 1992 году вместе с рассказом «Извощик Пётр».

## Сюжет
Повествование ведётся от лица самого Куприна; в некоторых главах использованы дневниковые записи автора.
В начале повести Куприн вспоминает о жизни обывателей в Гатчине в 1919 году при большевиках. В это полуголодное время Куприн занимался собственным огородом, с которого осенью получил обильный урожай. Улицы днём были пусты, «точно всеобщий мор пронёсся по городу». Большинство жителей мечтали о приходе Белой Армии, однако не знали о положении дел на фронтах. Наконец, в октябре усилилась артиллерийская стрельба за городом, затем через город стали проходить красноармейские отряды. В середине октября в город вступил Талабский полк Северо-Западной армии. Наступление белогвардейцев «гальванизировало человеческие полутрупы в Петербурге, во всех его пригородках и дачных посёлках», «пробудившиеся сердца загорелись сладкими надеждами и радостными упованиями». На многих домах появились бело-сине-красные флаги, хотя при большевиках было запрещено хранить этот флаг дома. Коммунисты, не покинувшие город, были расстреляны, применять же насилие к мирным жителям было строжайше запрещено. Куприн пришёл в комендатуру, чтобы сдать свой револьвер, и предложил свои услуги по подготовке прифронтовой газеты. Ему поручили заниматься регистрацией пленных и добровольцев, однако затем на совещании в штабе при участии П. Н. Краснова было решено издавать фронтовую газету «Приневский край», и первый выпуск Куприн как главный редактор подготовил на следующий же день.
Ряд глав Куприн посвящает военачальникам и солдатам Северо-Западной армии и обстановке на фронте. Многие красноармейские отряды переходили на сторону белогвардейцев, мирные жители также оказывали армии поддержку. Было решено, что армия будет наступать на Петроград, хотя этот шаг мог оказаться рискованным. Из-за преступного нарушения приказа генералом Ветренко наступление оказалось неудачным, хотя отряды белогвардейцев подошли к Петербургу так близко, что можно было разглядеть сияющий на солнце купол Исаакиевского собора. Обещанная помощь от англичан не была оказана, в результате армия Юденича была вынуждена отступить. Талабский полк покинул Гатчину последним, с ним вместе через Нарву покидало Россию огромное количество беженцев (с этого времени началась эмиграция и самого Куприна и его семьи). Повесть заканчивается словами:

Я только склоняю почтительно голову перед героями всех добровольческих армий и отрядов, полагавших бескорыстно и самоотверженно душу свою за други своя.

## Отзывы
Издатели и комментаторы отмечали документальный характер повести и простоту её стиля, в целом свойственную Куприну. Так, Пётр Пильский в предисловии к первому изданию, вспоминая предшествующее творчество писателя, отмечал, что «также проста и последняя книга „Купол св. Исаакия Далматскаго“ — повествование о гатчинской страде 1918—19 гг.»:

И здесь всё то же, — обычное уважение автора к точности, прекрасное знание своего материала, большая правдивость, ясный рисунок, исключительная ясность. Эта повесть — не только глубоко психологична, она еще и очень ценна, как важный и честный исторический документ.

В предисловии к американскому переизданию Вячеслав Завалишин говорит о том, что «Александр Иванович Куприн описывает события „по принципу жизни, застигнутой врасплох“, без тени какой бы то ни было пристрастности». При этом, хотя «Куприн активно сотрудничал с Белой армией», в повести он «не присягает на верность белым или красным; он верен жизненной правде, которую время сделало исторической правдой».
Аналогично, по мнению Татьяны Очировой, повесть Куприна «при всей её очерковой беглости проливает свет на многие важные и скрытые пружины гражданской войны», в том числе на политику союзников и стереотип о якобы исключительно классовом характере противостояния. Достоинство повести она видит «в её строгой документальности», отмечая, что ни в «Куполе…», ни в рассказе «Извощик Пётр» того же периода «нет анемии литературщины и так ненавидимого писателем сочинительства».